# K.K. Downing
Kenneth Keith (K.K.) Downing, Jr., född 27 oktober 1951 i West Bromwich, England, Storbritannien, är en brittisk gitarrist, känd från heavy metal-bandet Judas Priest. Han var en av bandets grundare och var med från starten 1969. 
Den 20 april 2011 tillkännagav K.K. Downing att han lämnade Judas Priest på grund av samarbetssvårigheter och missnöje med bandets management.
Downings gitarrspel är mycket influerat av Jimi Hendrix. Ett av hans viktigaste kännetecken som gitarrist är det flitiga användanden av svajarmen. Han har även gästspelat på en skiva med Violent Storm, Storm Warning (2006), där han även var exekutiv producent.